# Виробництво ванілі у Французькій Полінезії

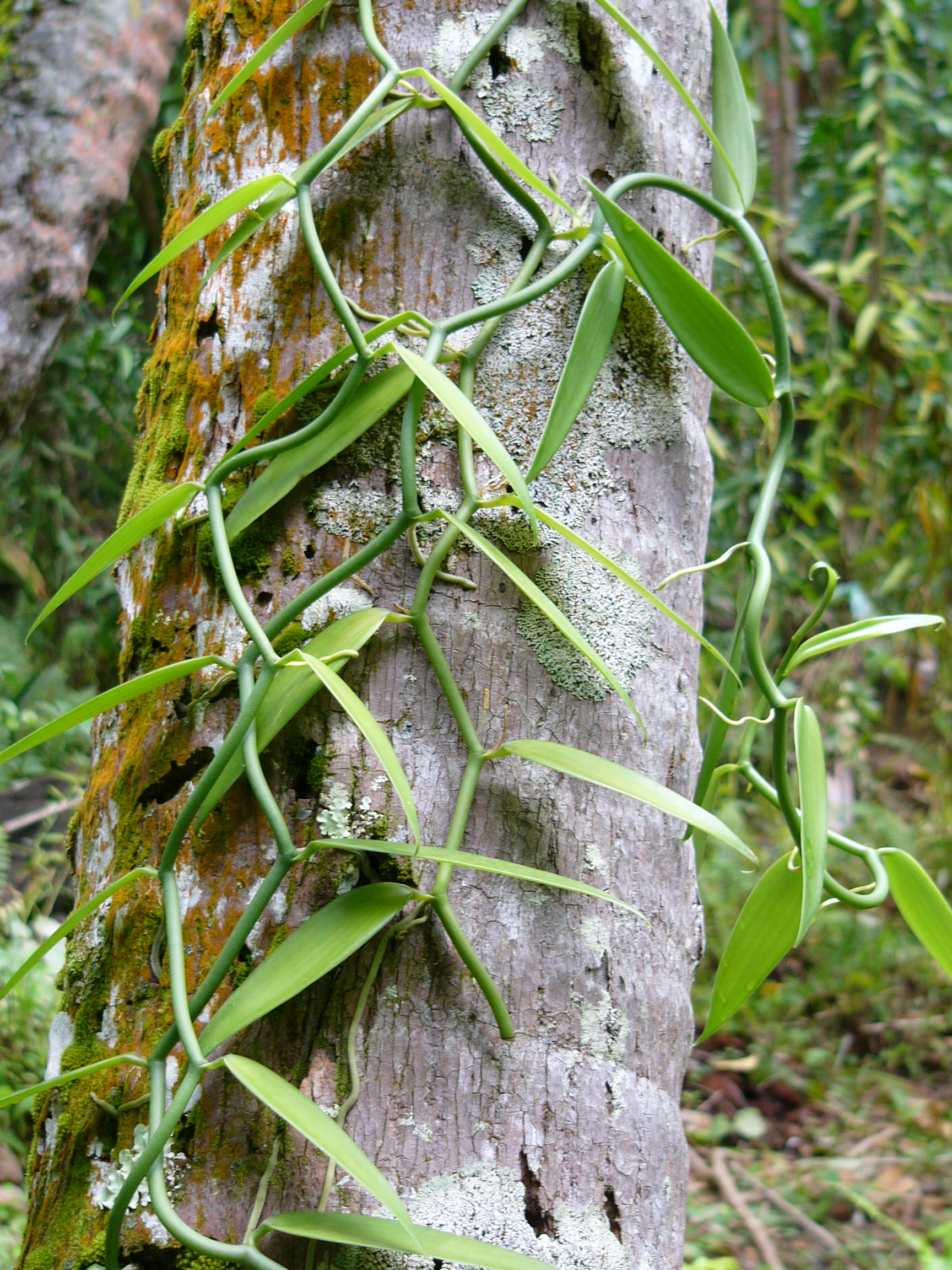
Виноградні лози таїтянської ванілі у місті Хуахін, Французька Полінезія

Виробництво ванілі сприяє місцевій економіці Французької Полінезії. Адже було основною експортною культурою після введення французами в 1848 році, ваніль вже не є значним експортним продуктом.
Вперше до Французької Полінезії ваніль була завезена французькими колонізаторами як експортна культура. Пізніше це стало важливою товарною культурою в розвитку економіки острова. На початку 20 століття виробництво було набагато більше, ніж сьогодні: щорічно вироблялося 150—200 тон, а на плантаціях працював значний відсоток населення. За минулі роки на його виробництво вплинуло кілька факторів, і воно знизилося з 200 тон до 60 тон в 2013 році. Найбільша концентрація ванільного сорту -таїтянська ваніль, знаходиться на островах Суспільства. Острів Тахха відомий як «ванільний острів» завдяки своєму всепроникаючому аромату ванілі, виробляє близько 80 % ванілі у Французькій Полінезії.

## Передумови
Таїтянська ваніль, яка є сортом «Vanilla planifola» (Мексиканська ваніль і ваніль Бурбон) та «Vanilla odorata»(Надута ваніль), виробляється у Французькій Полінезії, особливо на Таїті, а також на Гаваях. У його стручках менше насіння, ніж у ванілі плосколистної, яка не є прямим конкурентом.  Мексиканська ваніль використовується майже виключно в якості основи ванільного екстракту завдяки вищим рівням ваніліну. Таїтянська ваніль в основному використовується в парфумерії через її аромат, схожий на кумарин.  Інші таїтянські ванільні продукти включають: ванільний зелений чай, ванільне масло, ванільний порошок, ванільний ром та ваніль на основі оцту.

## Історія

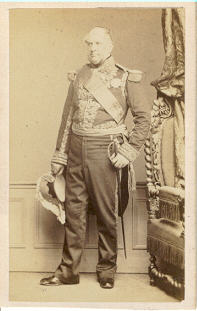
Адмірал Хамелін

Ваніль, що є ендеміком Південної Америки, була завезена у Французьку Полінезію в 1848 році адміралом Фердинальдом-Альфонсом Гамеліним, французьким полководцем у тихому океані. Адмірал доставив кілька десятків екземплярів в сад губернатора Таїті в Папеете. Згодом був розроблений новий сорт ванілі, який став широко відомий, як таїтянська ваніль. Це має особливі характеристики у порівнянні з такими сортами, як ваніль планіфолія, вирощувана в інших частинах світу , особливо щодо смаку та запаху. Це призвело до збільшення попиту на Таїті.
Поява відбулась лише через рік після того, як Франція зробила Французьку Полінезію своїм протекторатом, і протягом наступних 40 років вона стала основним експортним товаром в США, Франції та Великої Британії. Спочатку плантації ванілі належали трансплантаціям материка Франції; пізніше місцеві таїтяни навчилися процесам і стали основними виробниками врожаю, а місцеві сім'ї брали участь у його вирощуванні від «насіння до стручка». Однак у 20 столітті китайці, які спочатку прийшли в якості робочої сили для плантацій, стали основними учасниками обробки врожаю, маркетингу та виведення врожаю на міжнародний ринок, хоча деякі ферми належать людям французького та місцевого походження.

## Виробництво

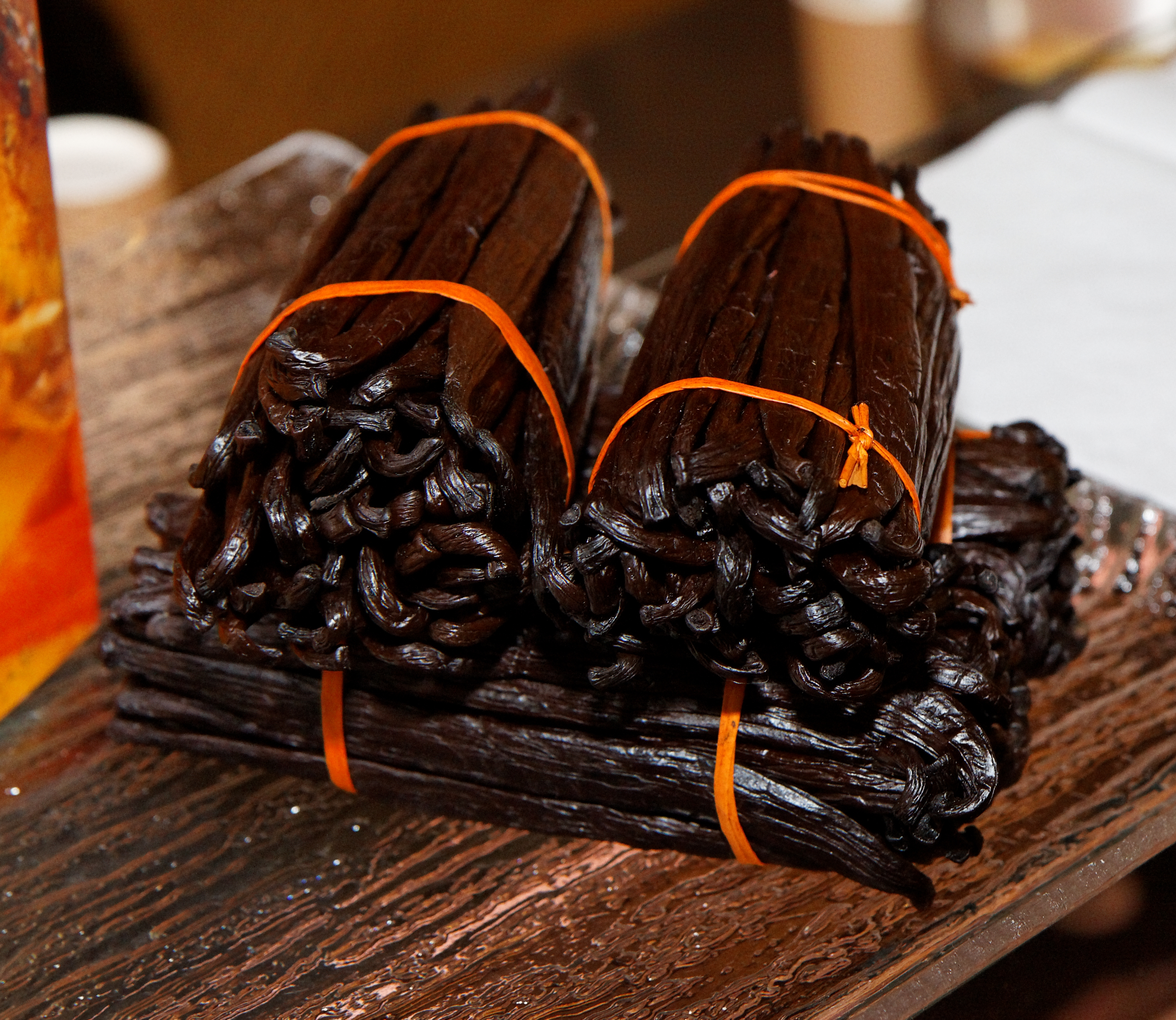
Експортний продукт таїтянської ванілі

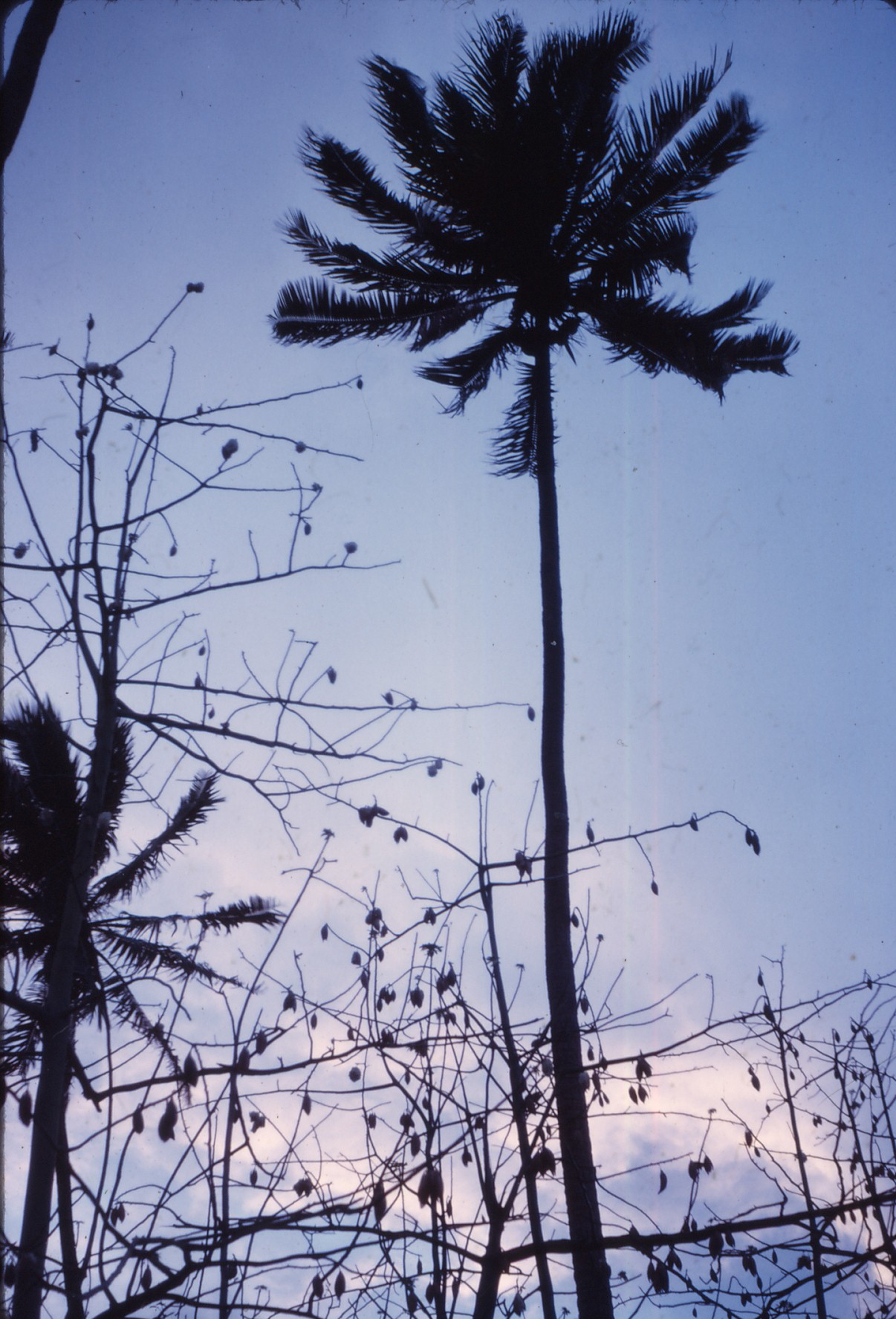
Ванільні рослини на Тахаа

Ваніль вирощують на невеликих ділянках землі як окремо, так і в якості міжнародних культур. Оскільки для зростання їй потрібно багато води, її вирощують на більш дощовій, навітряній стороні острова. Спочатку ваніль висаджують поруч із невеликими деревами, поки лози її не виростуть до певної висоти, після чого її зрізують ближче до ґрунту, щоб вона поширилася по землі. Починає цвісти приблизно в трирічному віці; період цвітіння — з липня по серпень.
Виробництво, спочатку призначалося для експорту, у 1939 році досягло максимуму в 200 тон. Але він зменшився приблизно до 125 тон через початок Другої світової війни в 1945 році. Після війни 1949 році експорт поступово збільшився до 300 тон, але потім почав скорочуватися коли в 1985 році було експортовано близько чотирьох тон, оскільки виробництво ванілі стало неефективним через міжнародну конкуренцію. Витрати на транспортування переробленої ванілі, курси валют, державний протекціонізм, патологія рослин, різна світова економіка та наявність більш дешевих сортів — все це вплинуло на економіку виробництва ванілі в цьому районі.
Centre d'Experimentation du Pacifique (CEP) був створений з метою відродження економіки. Він був запущений в 1962 році, щоб подолати недоліки, з якими стикається економіка в цілому, а виробництво ванілі на той час було наріжним каменем економіки. Прагнучи стимулювати інновації та нові технології вирощування, акцент був перенесений на «вирощування в тині будинку», з менш інтенсивною працею (завдяки контрольованому клімату в приміщенні)та зменшенням кількості хімікатів, необхідних для сільського господарства на відкритому повітрі. У 2010 році контрольоване зростання призвело до рекорду експорту. У наш час виробництво використовується на місцевому рівні, оскільки таїтянська ваніль стає «статусним символом культурної самобутності та гордості в Полінезії». Промо-акції, запроваджені урядом для боротьби з цією гордістю та стимулювання виробництва ванілі, багато; навіть десерт, який подається авіакомпанією на борту, наповнений таїтянською ваніллю.
Станом на 2013 рік виробництво ванілі (дані ФАО за 2013 рік) у Французькій Полінезії (зокрема, на Таїті) становило близько 0,07 % від загального світового виробництва; це було 60 тон з площі 7 гектарів (17 акрів)з урожайністю 13 гектограм з гектара, в порівнянні з 3500 тонами, отриманими плантаціями на Мадагаскарі, та 3400 тонами, отриманими в Індонезії.
Деякі плантації відкриті для туристів; Наприклад, Maison de la Vanille, недалеко від Хаамені, що дозволяє відвідувачам ознайомитись із процесами приготування та сушіння ванілі.  Острів Тахаа пропонує тур, що проводиться приватною особою, яка доставить відвідувачів на одну з найбільш древніх і великих плантацій, розташовану на затоці Хурепіті.